# Konyélenbéré
Konyélenbéré, également appelé Koyélembéré, est une localité située dans le département de Soudougui de la province du Koulpélogo dans la région Centre-Est au Burkina Faso.

## Démographie
| 2003 | 2006 | 2012 |
| ---- | ---- | ---- |
| 307  | 930  | -    |

## Santé et éducation
Le centre de soins le plus proche de Konyélenbéré est le centre de santé et de promotion sociale (CSPS) de Soudougui tandis que le centre médical avec antenne chirurgicale (CMA) se trouve à Ouargaye.
Le village ne possède pas d'école primaire.